# 1994 în literatură
- 1993 în literatură — 1994 în literatură — 1995 în literatură

Anul 1994 în literatură a implicat o serie de evenimente și cărți noi semnificative.

## Premii
- Premiul Nobel pentru Literatură: Kenzaburō Ōe